# Polyscias diversifolia
Polyscias diversifolia är en araliaväxtart som först beskrevs av Carl Ludwig Blume, och fick sitt nu gällande namn av Lowry och G.M.Plunkett. Polyscias diversifolia ingår i släktet Polyscias och familjen Araliaceae. Inga underarter finns listade.